# Fantomas slår till igen
Fantomas slår till igen (franska: Fantômas se déchaîne) är en fransk-italiensk kriminalfilm från 1965 i regi av André Hunebelle.
Filmen är den andra i en serie om tre filmer, baserade på Marcel Allain och Pierre Souvestres romaner om karaktären Fantômas.

## Rollista i urval
- Jean Marais - Fandor/Fantomas
- Louis de Funès - kommissarie Juve
- Mylène Demongeot - Helene Gurn
- Jacques Dynam - kommissarie Bertrand
- Robert Dalban - chefredaktören
- Albert Dagnan - professor Marchand
- Dominique Zardi - Fantômas livvakt
- Olivier De Funès - Michou